# El Rincón, Cadereyta de Montes
El Rincón är en ort i Mexiko.   Den ligger i kommunen Cadereyta de Montes och delstaten Querétaro Arteaga, i den centrala delen av landet, 160 km norr om huvudstaden Mexico City. El Rincón ligger 2 071 meter över havet och antalet invånare är 1 240.
Terrängen runt El Rincón är kuperad åt nordost, men åt sydväst är den platt. Runt El Rincón är det ganska glesbefolkat, med 38 invånare per kvadratkilometer. Närmaste större samhälle är Cadereyta de Montes, 5,9 km sydväst om El Rincón. Trakten runt El Rincón består i huvudsak av gräsmarker.